# Al-Azraq

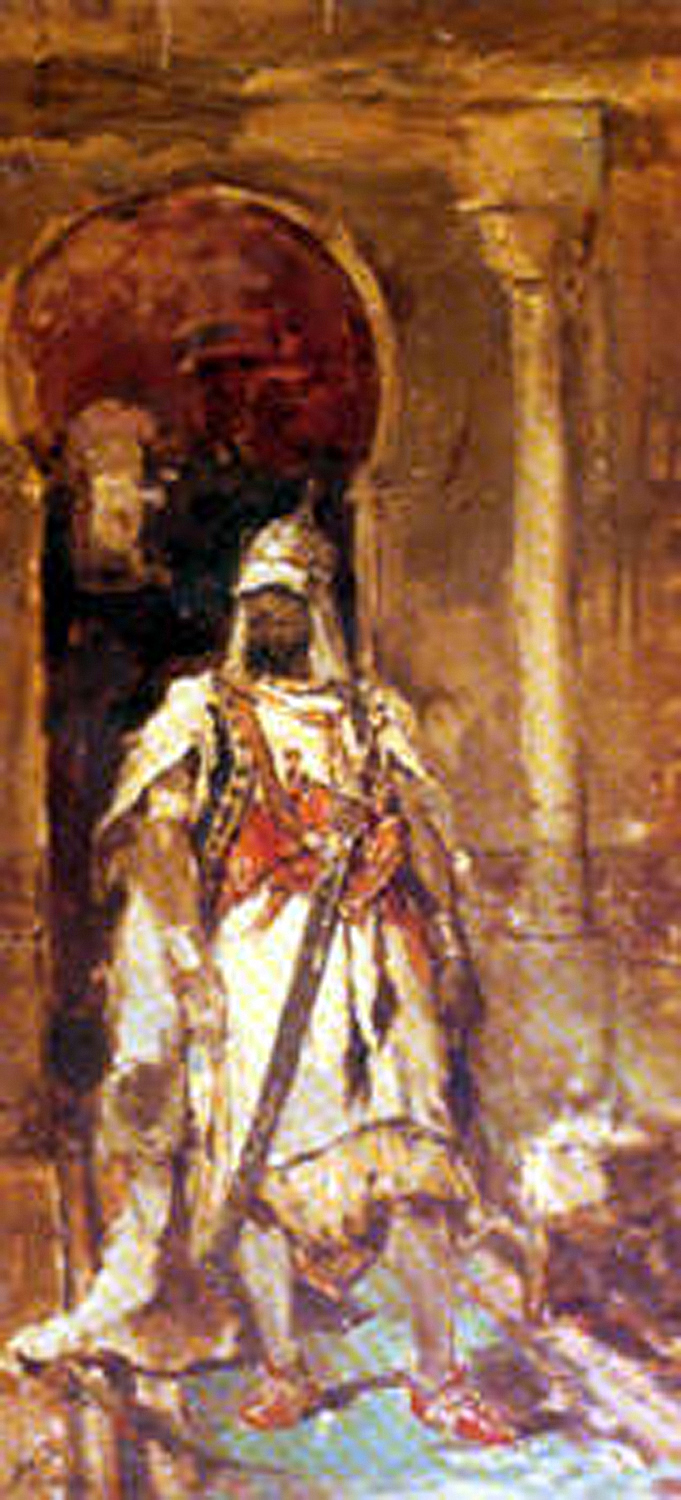
Toni, el rey, de Francisco Laporta Valor (Alcoy, 1850–1914), caracterizado como Al-Azraq. Diseño del traje del alférez de la filà Chano, 1903.

Abu-Abd-Allah Muhammad ibn Hudhayl as-Saghir (Alcalá la Jovada, Taifa de Denia, 1218/1220 - Alcoy, Reino de Valencia, 5 de mayo de 1276), conocido como Al-Azraq o "el Azul" por sus ojos azules, fue un caudillo andalusí del sur del entonces Reino de Valencia. En las crónicas y documentos cristianos se lo conoce también como Landrac, Alazrach, Alazarach, Azadrach, Azadraque, al-Azark, Aladrach , Alazraki y Alazrach. Capitaneó tres alzamientos mudéjares en aquella zona y llegó a convertirse en el señor mudéjar más famoso su tiempo. Varios autores han encontrado, en la rememoración de sus revueltas, el origen de las fiestas de Moros y Cristianos de Alcoy.

## Biografía
Era hijo del valí Hudhayl as-Saghir y de madre cristiana. Aunque se ha especulado con una filiación con los Hud, que desde Almería y Murcia recuperaron por una década la unidad de Al-Ándalus tras el colapso almohade, ello parece totalmente descartado. Pasó largas temporadas en las cortes de Aragón, Valencia y Granada; disfrutó de la confianza y amistad de los reyes Jaime I el Conquistador de Aragón y Alfonso X el Sabio de Castilla.

### Enfrentamientos con la Corona de Aragón
Al-Azraq protagonizó tres enfrentamientos contra el monarca aragonés. Aunque se suelen considerar tres revueltas, el primer enfrentamiento todavía no estaba bajo el mandato de rey por lo que no se pudo rebelar sino que se trató más bien de resistencia a la conquista:

#### Resistencia 1243-1245
La tercera fase de la conquista del Reino de Valencia, en 1244, alcanzó los territorios controlados por Al-azraq. Según aparecen en la Crónica del Rey, c.375, el rey Jaime I sufrió una emboscada cerca de Rugat cuando se desplazaba de Jativa a Denia. Tras la caída de Biar y la muerte de Albacor, el resto de villas y castillos se rindieron sin mucha resistencia, especialmente a partir del Tratado del Pouet. En este Al-Azraq estableció un pacto con el monarca aragonés, por el que el señor musulmán mantuvo el control de una serie de fortificaciones en los valles de Alcalá y Gallinera. El pacto fue firmado entre el infante Alfonso, en nombre del rey, y Al-Azraq. Supuso la entrega de los castillos de Pop y Tárbena, el mantenimiento por al-Azraq los castillos de Alcalá y Perputxent, y el compromiso de cesión en tres años de los castillos de Gallinera, Margarida, Xeroles y Castells, que poseía Al-Azraq, así como el reparto de las rentas de dichos castillos.

#### Primera revuelta 1247-1258
Sin embargo, debido a los continuos abusos contra la población musulmana y el incumplimiento de los acuerdos de los monarcas, los mudéjares se sublevaron entre 1247 y 1258. El envío de un contingente militar por parte de Jaime a la reconquista de Sevilla dejó desguarnecidos los territorios recientemente conquistados por él, facilitando la revuelta de Al-Azraq. Bajo el mando de este que ya controlaba los castillos de Ambra (valle de Pego) y de Alcalá con numerosos castillos menores, fueron tomados los castillos de Játiva, Denia y Alicante, y con la ayuda del sultanato de Granada, del apoyo interesado del rey Alfonso X de Castilla y del hermano de este llamado don Manuel, señor de Villena, se independizó la región de la orilla sur del Júcar del Reino de Valencia.
Mientras tanto, Jaime I pidió ayuda económica al papa Clemente IV; a cambio de ceder a sus presiones y de la exención del diezmo, firmó la expulsión de los musulmanes de todo el territorio de la Corona de Aragón en un decreto con las cortes de Valencia. Esto conllevó que una parte importante de los musulmanes expulsados se añadieron los rebeldes, haciéndose aún más fuertes, lo que sumió el reino en una situación de guerra generalizada. Por otra parte, gran número de musulmanes que aceptaron el exilio, provenientes fundamentalmente de la ciudad de Valencia, fueron agrupados y conducidos hacia la frontera de Murcia, escoltados con protección militar.
Durante esta revuelta el rey Jaime I puso sitio al castillo de Luchente, sufriendo el rey una emboscada durante el sitio. Después Al-Azraq intentó conquistar el castillo de Benicadell. Dicho castillo fue ordenado construir por el Cid Campeador y aparece citado en Historia Roderici y en la Crónica de Ordecius Vitalis, había también dos torres defensivas. La campaña es descrita en las Crónicas de Jaime I en los capítulos 370 y 371, aunque el rey no compareció por los motivos que explica en capítulo 370. Pero el ataque al castillo de Benicadell fracasó y Al-Azraq tuvo que retirarse. La situación se estabilizó y en 1251 se entablaron conversaciones a través de la reina Violante pero, aunque la reina murió antes de firmar ningún acuerdo, el rey Alfonso X el Sabio continuó la negociación y se sucedierón una serie de treguas anuales. Sin embargo, en 1258 al-Azaq fue traicionado por uno de sus consejeros que delató al rey cristiano la venta de las reservas de grano almacenadas en los castillos. Esta traición aparece en los capítulos 373 al 375 de las crónicas de Jaime I. El rey recuperó casi sin resistencia los castillos de Planes, Pego y Castell de Castells. A los pocos días, al-Azraq se rindió, y entregó Alcalá, Gallinera y el resto de las fortificaciones, y fue obligado a exiliarse, dejando sus dominios, ya muy reducidos, en manos de un hermano y un tío, sometidos a continuas presiones de los nuevos señores feudales.

#### Segunda revuelta 1276-1277 y muerte
En 1276 se produjo una segunda revuelta de la población mudéjar, harta de abusos. Al-Azraq se encontraba exiliado en Granada pero acudió a la llamada. El caudillo musulmán acabó encontrando la muerte en un lugar aún indeterminado cerca de las murallas de la villa de Alcoy, mientras se encontraba sitiando la ciudad, que era defendida por cuarenta caballeros llegados desde Játiva. Sin embargo, una vez que el ejército mudéjar inició la fuga, algunos caballeros de Játiva, improvisadamente, quisieron perseguirlos, y cayeron en una emboscada militar a manos de rebeldes encabezados por el hijo de Al-Azraq, los cuales se encontraban escondidos para un contraataque en la zona conocida como el Puig y que causó graves estragos entre las tropas de Jaime I y que él mismo, en el Llibre dels feits narra, describiéndolo como «lo desbarat de la Canal», es decir, el desastre de la Canal, actualmente llamado el Puig, situado en el término municipal de Alcoy. 
Lo cierto es que, al contrario de lo que relatan las leyendas sobre el ataque de Al-Azraq a la villa de Alcoy, esta no fue conquistada ni tomada por los musulmanes en ningún momento, sino que después de la derrota de los jinetes de Jaime I, las tropas de Al-Azraq no volvieron a Alcoy y algunos caballeros cristianos fueron secuestrados para posteriormente ser liberados mediante el pago de un rescate. Las últimas investigaciones realizadas por Enrique S. Rivelles, avaladas por historiadores alcoyanos como Ricard Bañó i Armiñana o Josep Torró Abad y publicadas en la revista de fiestas de Moros y Cristianos del 2003 que edita la Asociación de Sant Jordi de Alcoy, señalan como fecha de dicho ataque el 5 de mayo de 1276 y no el 23 de abril, como señala la leyenda que da sentido a la intervención de san Jorge a caballo, apareciendo de entre el Barranc del Cint y librando a Alcoy de las tropas benimerinas. Esta fecha del 23 de abril ha sido la empleada tradicionalmente para datar su muerte en el asedio de la ciudad.
Jaime I cayó enfermo y murió el 27 de julio del 1276, y heredó el trono aragonés su hijo Pedro III el Grande. El nuevo rey recuperó fortificaciones y llegó a un acuerdo de tregua de tres meses. Después, sometió varios castillos y tuvo que rendirse a la fuerza el de Montesa. La revuelta finalizó en octubre de 1277, antes de que los granadinos y los norteafricanos pudieran socorrer a los mudéjares. Pedro III ordenó desarmarlos sin que fueran castigados, y el año 1283 decretó una ley que les permitió la libertad de desplazamiento y de residencia en todo el reino, así como la libertad de comercio.